# Gibberichthys
Gibberichthys ist eine artenarme, nur zwei Arten umfassende Gattung von Tiefseefischen aus der Familie der Schnabelfische (Gibberichthyidae) innerhalb der Ordnung der Schleimkopfartigen. Sie leben im tropischen, westlichen Atlantik, im westlichen Indischen Ozean und im westlichen und südwestlichen Pazifik in Tiefen von 400 bis 1000 Metern. Jungfische leben oberflächennah bis in Tiefen von 50 Metern. Die Gattung ist nur von wenigen gefangenen Einzelexemplaren bekannt.

## Beschreibung
Die Fische werden maximal 12 Zentimeter lang. Ihr Körper ist von Cycloidschuppen bedeckt, entlang des Seitenlinienorgans haben sie 28 bis 34 Schuppen. Ausgewachsene Tiere besitzen vor der weichstrahligen Rückenflosse 5 bis 8 isolierte Hartstrahlen, vor der weichstrahligen Afterflosse 4 bis 5 isolierte Hartstrahlen. Auch der Schwanzstiel ist bestachelt. Jede Flosse weist etwa 7 bis 9 Weichstrahlen auf. Ihre Bauchflossen sind klein und haben eine Hart- und 5 bis 6 Weichstrahlen. Die Schwimmblase ist teilweise mit Fett gefüllt. Die Anzahl der Wirbel beträgt 28 bis 31.
Die Larven und Jungfische von Gibberichthys pumilus wurden als Gattung Kasidoron beschrieben, für die die Familie Kasidoridae aufgestellt wurde.

## Arten
- Gibberichthys latifrons (Thorp, 1969)
- Gibberichthys pumilus (Parr, 1933)